# Ardooie
Ardooie es un municipio de Bélgica, situada en la provincia de Flandes Occidental. Se trata de una comunidad de habla neerlandés.
A comienzos de 2018 contaba con una población total de 8.988 personas. El área del municipio es de 34,58 km², con una densidad de población de 259,95 habitantes por km².

## Geografía
- Altitud: 25 metros.
- Latitud: 50º 58' 59" N
- Longitud: 003º 12' 00" E

### Secciones del municipio
El municipio comprende los antiguos municipios, que se fusionaron en 1977:
| - Ardooie - Koolskamp |

## Demografía

### Evolución
Todos los datos históricos relativos al actual municipio, el siguiente gráfico refleja su evolución demográfica, incluyendo municipios después de efectuada la fusión el 1 de enero de 1977.
| Gráfica de evolución demográfica de Ardooie entre 1846 y 2020 |
|                                                               |

## Enlaces relacionados
Sitio oficial del término municipal de Ardooie
- Datos: Q639974
- Multimedia: Ardooie / Q639974